# 圣巴尔布
圣巴尔布（法語：Sainte-Barbe，法語發音：[sɛ̃t baʁb] ⓘ）是法国摩泽尔省的一个市镇，属于梅斯区。

## 地理
圣巴尔布（49°9'32"N, 6°18'6"E）面积13.84 平方千米，位于法国大東部大區摩泽尔省，该省份为法国东北部内陆省份，是洛林的一部分，西南接默尔特-摩泽尔省，东临下莱茵省，北与卢森堡和德国接壤。
与圣巴尔布接壤的市镇（或旧市镇、城区）包括：莱塞唐、法伊、格拉蒂尼、艾埃、勒通费、桑里莱维日、塞尔维尼-莱圣巴尔布、维日、弗里。

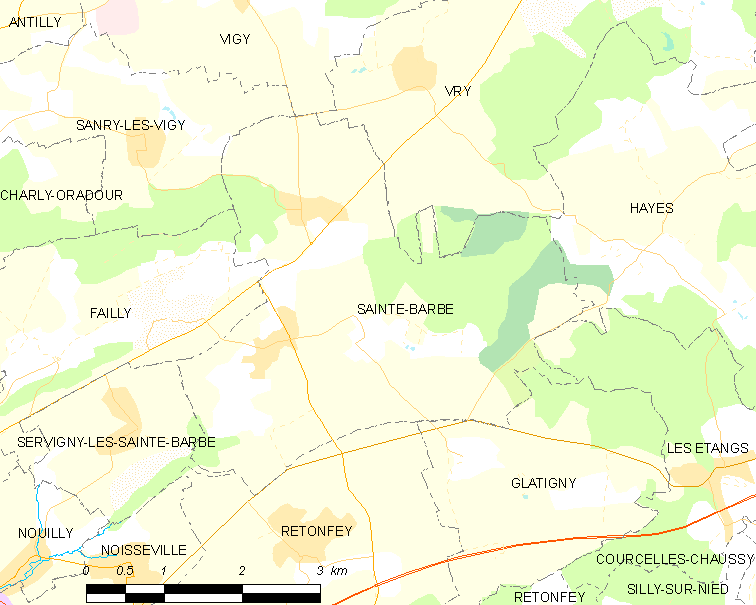
圣巴尔布的OSM定位图

圣巴尔布的时区为UTC+01:00、UTC+02:00（夏令时）。

## 行政
圣巴尔布的邮政编码为57640，INSEE市镇编码为57607。

## 政治
圣巴尔布所属的省级选区为梅斯地区县。

## 人口

1962-2008年间圣巴尔布人口变化图示

圣巴尔布于2022年1月1日时的人口数量为783人。